# Церква Святого Володимира Великого (Теклівка)
Церква Святого Володимира Великого в Теклівці — парафія і храм греко-католицької громади Копичинецького деканату Бучацької єпархії Української греко-католицької церкви в селі Теклівка Чортківського району Тернопільської области.

## Історія церкви
У 1892 році було збудовано костел, який зараз не діє. У 1902 році за кошти фундаторів Гурбеля, Колодніцького та Кульчицького звели храм на честь святого Володимира Великого, а у 1906 році його освятили.
У 1931 році церкву розписав художник Злочанський. Дзвіницю збудували у 1937 році.
У 1946–1962 роках парафія і храм належали до РПЦ. У 1962 році державна влада закрила храм, але у 1989 році його знову відкрили. З 1990 року парафія і храм повернулися в лоно УГКЦ. Нововідкритий храм розписав Роман Попінко, а іконостас пожертвував І. Сороколіт.
При парафії діють спільнота «Матері в молитві» (з 2012 року) та Марійська дружина (з 2013 року).
На території села є чотири фігури Матері Божої та кілька хрестів, один з яких встановлений ще у 1893 році.

## Парохи
- о. П. Шанковський (1906—1937),
- о. Й. Вигнанський (1906—1910),
- о. Л. Малиновський (1910—1913),
- о. С. Оробець (1913),
- о. М. Чорняк (1926),
- о. С. Король (1926—1929),
- о. М. Рокіцький (1929—1933),
- о. В. Рикевський (1933—1937),
- о. А. Пельвецький (1937—1946),
- о. Василь Квік (1989—2002),
- о. В. Рута (2002—2008),
- о. Степан Котик (з 2008).